# Normativisme
El normativisme és una teoria del Dret desenvolupada per Hans Kelsen, que pretén "despullar-se" de qualsevol pensament ideològic, i que estableix un sistema jurídic basat en la Jerarquia de normes.
Aquest normativisme jurídic reduiria l'Estat a un conjunt de relacions jurídiques: l'Estat i el dret són idèntics. L'Estat és considerat en aquesta teoria com un ordre coercitiu idèntic al "Dret". L'Estat no quedaria resumit un simple ordre jurídic, és més que això, no solament l'ordre de dret legítim i sobirà.
S'oposa a Herman Heller i el seu realisme jurídic, i a Schmitt i el decisionisme.